# فابیو فریتسی
فابیو فریتسی (ایتالیایی: Fabio Frizzi؛ زادهٔ ۲ ژوئیهٔ ۱۹۵۱ میلادی) موسیقی‌دان و آهنگساز فیلم اهل ایتالیا است. او بیشتر به خاطر همکاری‌هایش با لوچو فولچی شناخته می‌شود.
از فیلم‌های او می‌توان به محافظ شخصی، پی‌درپی… دنیا با سکس زیباست، زنت را به من قرض بده، همه می‌توانند پولدار شوند به‌جز فقرا، بازی‌های عاشقانه سیندی، جووانی، خوش‌تیپ و احتمالاً ثروتمند، قتل در گورستان اتروسک و یک عصر اکتبر اشاره کرد.